# Кажан-1
Кажан-1 — український безпілотний комплекс повітряного спостереження, який призначений для дистанційного відеоспостереження місцевості в реальному масштабі часу і фоторозвідки, розробка ТОВ НВП «Укртехно-Атом».

## Параметри і експлуатація
Максимальна тривалість польоту безпілотника «Кажан-1» становить чотири години, що дозволяє літаку як фоторозвіднику діяти на відстані до 150 км від точки старту (за умови повернення в цю точку), висота польоту — від 50 до 4000 м. Управління безпілотника «Кажан-1» повністю автоматизоване.
Оператор комплексу задає тільки координати поворотних пунктів маршруту і висоти польоту.
Комплекс «Кажан-1» обладнаний трьома телевізійними камерами, встановленими на гіростабілізованій платформі, системою захисту відеоблоку від пошкоджень при посадці.
«Кажан-1» здатний працювати (злітати і сідати) з будь-якої, навіть не обладнаної позиції — в полі, з маршу на ґрунтовій дорозі і в будь-який сезон.
Зліт БПЛА забезпечено також в катапультному режимі. Ця пускова установка розташовується на окремому шасі автомобіля типу УАЗ, Land Rover, HUMVEE.

## Конструкція
Планер літака побудований за схемою високоплан, з поршневим двигуном розміщеним спереду. Оперення класичної схеми. Злітна маса апарата — 25 кілограмів.